# ویلیام گیلمور
ویلیام گیلمور (انگلیسی: William Gilmore; ۱۶ فوریه ۱۸۹۵ – ۵ دسامبر ۱۹۶۹) قایقران روئینگ اهل ایالات متحده آمریکا بود.
وی در مسابقات کشوری و بین‌المللی در مجموع برندهٔ ۱ مدال طلا، ۱ مدال نقره شده‌است.